# La mexicana (canción)
«La mexicana» es una canción grabada por la cantante y compositora mexicana Paty Cantú. La canción fue escrita por ella misma junto con Angela Dávalos, Carola Ross, Daniela Bleu y Moisés Zuloaca.
La canción fue lanzada el 5 de julio de 2020 como el tercer sencillo oficial de su quinto álbum de estudio del mismo nombre.

## Vídeo musical
El vídeo musical se lanzó en su cuenta VEVO en YouTube el día de su lanzamiento y nos muestras a las dos cantantes en diferentes escenarios coloridos cantando la canción y representando a toda la cultura mexicana.

## Posicionamiento en listas
| Lista                              | Mejor posición |
| ---------------------------------- | -------------- |
| Estados Unidos (Billboard Hot 100) | 18             |
| México (Mexico Espanol Airplay)    | 56             |
| México (Top 100 Digital)           | 49             |
| México (Top 100 Digital)           | 53             |
| México (Los 40)                    | 24             |